# Miquel Masoliver Valdivieso
Miquel Masoliver Valdivieso (Vic, 17 gennaio 1978) è un ex hockeista su pista spagnolo.

## Palmarès

### Giocatore

#### Club

##### Competizioni nazionali
- Coppa del Re: 5

Vic: 1999, 2010
Barcellona: 2003, 2005, 2007
- Campionato spagnolo: 6

Barcellona: 2003-2004, 2004-2005, 2005-2006, 2006-2007, 2007-2008, 2008-2009
- Supercoppa di Spagna: 5

Barcellona: 2002-2003, 2004, 2005, 2007, 2008

##### Competizioni internazionali
- Coppa CERS/WSE: 2

Vic: 2000-2001
Barcellona: 2005-2006
- CERH European League: 4

Barcellona: 2003-2004, 2004-2005, 2006-2007, 2007-2008
- Supercoppa d'Europa/Coppa Continentale: 4

Barcellona: 2004-2005, 2005-2006, 2006-2007, 2007-2008
- Coppa Intercontinentale: 2

Barcellona: 2006, 2008

#### Nazionale
- Campionato mondiale: 1

San Juan 2001
- Campionato europeo: 3

Wimmis 2000, Firenze 2002, La Roche-sur-Yon 2004